# Finn Olav Gundelach
Finn Olav Gundelach (Vejle, Dinamarca 1925 - Estrasburg, França 1981) fou un polític danès que fou Vicepresident de la Comissió Europea entre 1977 i 1981.

## Biografia
Va néixer el 23 d'abril de 1925 a la població de Vejle, situada a la Regió de Syddanmark. Va estudiar economia a la Universitat de Vejle i Aarhus, dedicant-se posteriorment a la docència.
Va morir el 13 de gener de 1981 a la ciutat d'Estrasburg a causa d'una insuficiència cardíaca.

## Activitat política
L'any 1955 fou nomenat representant del seu país davant l'ONU a Ginebra, el 1962 fou nomenat Director i Secretari Executiu Adjunt de l'Acord General sobre Comerç i Arancels (GATT) i el 1967 fou nomenat ambaixador del seu país a la Comunitat Econòmica Europea (CEE]), sent un dels principals artífexs de l'adhesió del seu país en aquesta organització.
Amb l'entrada del país a la CEE fou nomenat Comissari Europeu en la Comissió Ortoli, sent el responsable de les carteres de Mercat Interior i Unió Duanera. En la formació de la Comissió Jenkins l'any 1977 fou nomenat Vicepresident de la Comissió i Comissari Europeu d'Agricultura i Pesca, càrrecs aquests dos últims que mantingué en la Comissió Thorn a partir de 1981.